# Pristimantis caprifer
Espèce
Synonymes
- Eleutherodactylus caprifer Lynch, 1977

Statut de conservation UICN

 CR  : 
En danger critique
Pristimantis caprifer est une espèce d'amphibiens de la famille des Craugastoridae.

## Répartition
Cette espèce se rencontre entre 50 et 950 m d'altitude :
- dans le nord-ouest de l'Équateur ;
- en Colombie dans les départements de Valle del Cauca, de Cauca et de Nariño.

## Publication originale
- Lynch, 1977 : A new frog (Leptodactylidae : Eleutherodactylus) from the Pacific lowlands of Ecuador. Copeia, vol. 1977, no 2, p. 282-284.